# Wandré (guitares)
Wandré est un producteur italien de guitares, surtout électriques, qui a été actif dans les années 1957 à 1969. Sa position sur les marchés était à cette époque assez marginale, mais l'extrême originalité de ses créations en ont fait depuis la fin du XXe siècle une véritable marque-culte.

## L'extravagant Antonio Pioli
Antonio Vandre Pioli, surnommé « Wandré » (né le 6 juin 1926 à Cavriago, mort le 15 août 2004 à Montecchio Emilia) était fils d'un menuisier diversifié dans la lutherie, qui a laissé nombre de contrebasses, mandolines et violons d'excellente facture. Tout jeune, Antonio Pioli se distingue par son esprit aventurier, entre au printemps 1944 dans la Résistance et prend le maquis, à peine âgé de 18 ans. Dans l'après-guerre il devient chef de chantier dans le bâtiment, travaille un temps en Calabre, mais retourne dans son pays natal début 1957 pour reprendre la spécialité de luthier de son père.
Un ami, dont la famille était propriétaire d'une usine, lui concède un atelier pour développer cette activité où, très vite, Wandré manifeste une imagination débordante dans la recherche des formes et des solutions techniques. Porté par le succès croissant de ses fabrications, il fait construire à Cavriago une usine telle qu'on n'en avait vue, au plan totalement circulaire, construite sur ses propres plans afin d'optimiser l'éclairage naturel et d'abréger les transferts d'un atelier à l'autre.
À partir des années 1970, Antonio Pioli se désintéresse des instruments de musique et reporte sa créativité exubérante dans d'autres domaines comme la conception de vêtements en cuir, la personnalisation de motos, la peinture, le spectacle vivant etc.

## Historique

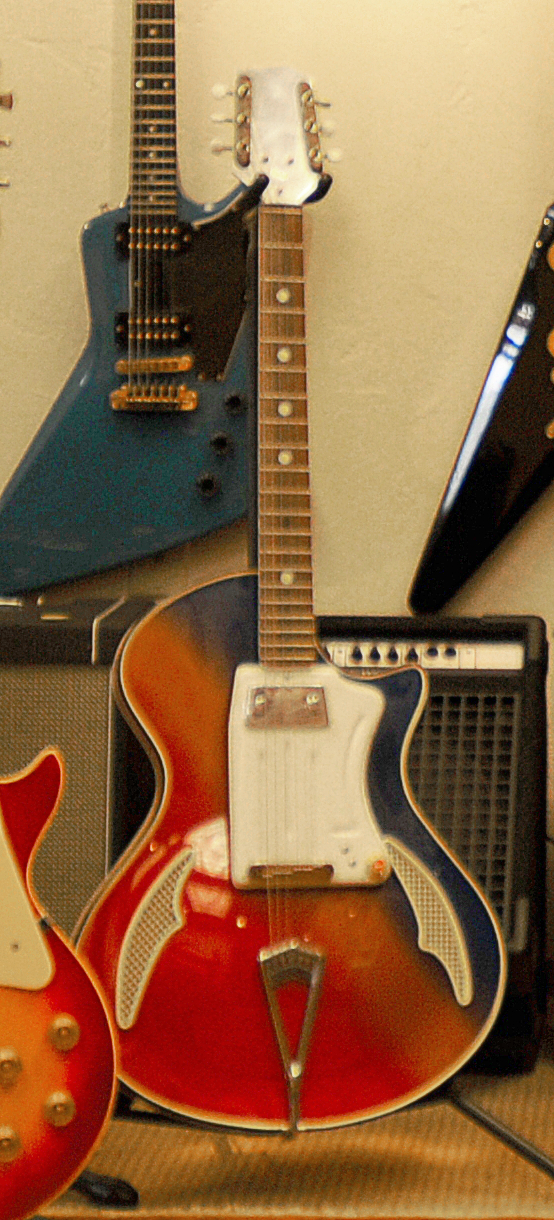
La plus diffusée des Wandré (appelée « Blue Jeans » ou « Teenager » aux USA, connue des collectionneurs sous la dénomination « Tri-Lam »). Elle était en 1961-1962 une des plus économiques du marché, est devenue 40 ans plus tard une pièce de collection très recherchée.

L'usine ronde de Cavriago entre en service en février 1958. C'est l'époque où le rock 'n' roll n'en est qu'à ses balbutiements en Europe. La marque Wandré est la première en Italie à produire en série des guitares électriques.
La majeure partie de cette production est d'abord commercialisée par la firme milanaise Meazzi, sous le logo « Framez ». Par la suite Wandré entretiendra un partenariat croissant avec la société Davoli, bien connue par ailleurs comme fabricant d'amplificateurs, et qui fabrique les micros équipant les guitares Wandré.
La firme est à son zénith durant les années 1960 à 1962. Les guitares Wandré sont distribuées dans les pays développés, y compris aux États-Unis (notamment sous des marques de distributeurs comme Avalon, Avanti, Noble, Orpheum). Mais l'usine de Cavriago ne suffit plus pour répondre à la demande, ce qui va permettre à d'autres fabricants européens ayant investi dans l'industrialisation à outrance ( Eko, Framus, Hagström) de prendre des parts de marché.
Wandré se laisse peu à peu distancer au cours des années 1960. Antonio Pioli est bien plus artiste qu'homme de marketing. Le dessin de ses instruments, d'une audace parfois considérée comme choquante, rebute plus de clients éventuels qu'il n'en attire. Ses innovations techniques (comme le manche traversant en aluminium courant de la tête au chevalet) sont tellement en rupture avec le reste du marché qu'elles en apparaissent suspectes.
Ce sont précisément ces facteurs qui vont mener à la réévaluation des guitares Wandré à partir des années 1980. La relative rareté de ces instruments, leur design inimitable mêlant inspiration Art nouveau, techniques d'avant-garde et détails ornementaux gratuits voire délirants, en font des objets de collection avidement recherchés et hautement cotés (même les plus simples des Wandré se vendent cher), à tel point qu'on signale l'apparition croissante de faux plus ou moins mal imités.

## Divers
- Outre des guitares, Wandré a produit des basses électriques, des contrebasses (d'abord acoustiques, puis électriques, sans aucune caisse de résonance) et des lap steel guitars.
- Appréciées pour leur aspect insolite, les guitares Wandré le sont aussi pour leur sonorité caractéristique, un peu jazzy avec une nuance métallique. Le guitariste et chanteur américain Budy Miller utilise très souvent une Wandré Soloist type 1964.
- D'autres artistes tels que Joe Perry, Sean Lennon, Eduardo Leal de la Gala, Yarol Pouaud, Matthieu Chedid jouent sur des modèles Tri-lam 1960 et BB.
- En hommage à Antonio Pioli, pour le 10e anniversaire de son décès, le producteur allemand Duesenberg a sorti en 2014 un nouveau modèle de guitare appelé Wandrella, qui n'est une copie d'aucune Wandré mais s'inspire de l'esthétique de la marque.